# Burny Every
Bernadina (Burny) Elizabeth Every (Bubali, 24 april 1939 - Aruba, 17 augustus 2006) was een Arubaans-Nederlands dichter, dramaturg, regisseur en toneeldocent.  Als eerste professioneel opgeleide theatermaker van eigen bodem had zij grote invloed op de ontwikkeling van het toneelleven in Aruba.

## Leven
In het gezin van John Clarence Every en Carmen Paulina Herms was Burny Every het oudste kind uit elf kinderen. Zij werd geboren in Bubali in het in 1953 afgebroken bedrijfsziekenhuis van de N.V. Arend Petroleum Maatschappij, een dochteronderneming van de Shell Mexico waar haar vader werkzaam was. Na twee jaar MULO in Oranjestad werd zij op 14-jarige leeftijd naar Nederland gestuurd. Na het behalen van haar MULO-diploma en een LO-akte keerde ze in 1959 naar Aruba terug.
Every begon haar carrière voor de klas op het Maria College te Oranjestad. In haar vrije tijd deed ze aan toneel en bewoog zich ook graag op sociaal en cultureel terrein. Zo werd ze in 1960 gekozen tot carnavalskoningin van Aruba. In 1961 debuteerde zij in het literaire tijdschrift Simadán met het Papiamentstalige gedicht met de titel “Middernacht huilde mijn cactusbloem een traan”. Via Ed Hoornik, die namens de Sticusa Aruba bezocht, werd haar poëzie in De Gids gepubliceerd.
In 1963 vertrok zij, met bemiddeling van de Sticusa, opnieuw naar Nederland om stage te lopen bij toneelgroep Centrum, waarna zij tot de Amsterdamse toneelschool werd toegelaten. Na haar eindexamen in 1967, tegelijk met bekende acteurs als Rutger Hauer, Elsje de Wijn en Cox Habbema, begon zij haar artistieke loopbaan bij de toneelgroep Noorder Compagnie, gevolgd door toneelgroep Theater in Arnhem van 1970 tot 1974. Van 1963 tot 1969 was zij gehuwd met de acteur, Huub Hansen. In 1973 werd zij door Sticusa aanvankelijk voor vier maanden uitgezonden naar Aruba om daar het toneelleven te professionaliseren. Op basis van een driejarig Sticusacontract gaf Every hierna cursussen over regie en een basisopleiding toneel. Onder haar invloed kwam er meer ruimte voor inpassing van het Zuid-Amerikaanse en Caribische cultuurpatroon in de op Aruba heersende oriëntatie op Europees toneel. Ook deed zij werk voor de Arubaanse televisie en speelde in 1974 de rol van de heks Hammatee in een aflevering van de kinderserie Pipo de Clown.
In 1975 zet ze een punt achter haar loopbaan in Nederland. Zij keert terug op Aruba als docent Dramatisch Expressie aan de Colegio Arubano, een school voor HAVO/VWO en aan de Arubaanse Pedagogische Academie (later IPA). In hetzelfde jaar richtte Every een eigen toneelgezelschap op, Grupo Teatral Arubiano en in 1980 ook de jeugdtoneelgroep Kresiendo. Zij bracht vernieuwing in het Arubaans toneelleven door te experimenteren met nieuwe technieken in de decorbouw en de belichting alsmede door het introduceren van nieuwe thema’s en genres met een workshopachtige aanpak. Met Grupo Teatral Arubiano presenteerde zij een serieuze, internationale repertoire, in het Papiaments en aangepast aan de lokale situaties; een primeur voor de Arubaanse toneelgeschiedenis. Enkele door Every geregisseerde stukken zijn: Chile 73 – un homenahe (1975), Antigone (Sophocles, 1977), Storia di e dierentuin (Edward Albee, 1976) en Stima bo mes mas cu bo prohimo (Jorge Diaz, 1976). In 1977 produceerde zij van de Arubaanse auteur Denis Henriquez Mañan Dalia lo ta mi dalia (lees Morgen zal Dalia mijn liefje zijn). 
Every stapte later over op de media film en televisie. Zij werkte o.a. mee aan de KRO-jeugdserie Duel in de diepte (1979) en speelde een rol in de film Ava & Gabriel: un historia di amor (1990). In 1991 regisseerde zij de eerste Arubaanse speelfilm: Dera Gai (Begraaf de haan) naar een filmscript van Henriquez. Het was een productie van Frans Rasker (Horizon Film Productions) in een co-productie met NOS en Telearuba.
Burny Every was bestuurlijk actief in de vakbeweging van Aruba en stond bekend om haar kritische maatschappelijke opstelling. Medio jaren tachtig was zij voorzitter van de vakbond van leerkrachten (Simar) en van de Verenigde Vakbonden op Aruba (Sindicatonan Uni). In 1999 ging zij met pensioen. Zij overleed op 67-jarige leeftijd. In 2006 werd een verzameling van Arubaanse en in het Papiaments bewerkte toneelstukken, waaronder Antigone, onder de titel Aplauso: un coleccion di obro teatral na Papiamento (lees Applaus, een verzameling toneelstukken in het Papiaments) aan haar opgedragen. Deze stukken worden beschouwd als een bijdrage aan de Antilliaanse literatuur en cultuur.